# Francisco Brugnoli
Francisco Brugnoli Bailoni (Santiago, 10 de octubre de 1935-29 de julio de 2023) fue un artista visual y académico chileno. Fue director del Museo de Arte Contemporáneo de Santiago y vicerrector de extensión de la Universidad de Chile.

## Biografía
Entre 1959 y 1965 estudió en la Facultad de Artes de la Universidad de Chile, donde fue alumno de José Balmes, Matilde Pérez, Marta Colvin, entre otros. En la década de 1960 integró junto a la artista Virginia Errázuriz el grupo Los Diablos, un núcleo de arte y política surgido en el contexto universitario relacionado con el arte pop. Comenzó su labor docente en la Universidad de Chile en 1966, siendo exonerado en 1973 luego del golpe de Estado. Al año siguiente, junto a otros colegas exonerados de la Facultad de Artes, fundó junto el Taller de Artes Visuales (TAV), que inicialmente fue un taller de impresión y artes gráficas, pero que terminó constituyéndose como un espacio de producción para sus miembros tras la intervención de la dictadura en la Universidad de Chile. Entre 1980 y 1981 realizó estudios de perfeccionamiento en la Universidad Internacional del Arte de Florencia. Además cursó estudios en la Universidad de Maryland, en Estados Unidos.
Se reincorporó a la Universidad de Chile tras concurso público en 1992. En 1998 asumió la dirección del Museo de Arte Contemporáneo, cargo que mantuvo hasta 2021. Durante su gestión, Brugnoli encabezó la remodelación del edificio principal en el Parque Forestal y la habilitación de la sede en Quinta Normal, en el Palacio Versailles.
Fue uno de los fundadores de la Escuela de Arte de la Universidad ARCIS, y profesor de esta y de las universidades Católica de Chile y Central. Fue incorporado como miembro de número de la Academia Chilena de Bellas Artes, el 5 de octubre de 2017.

## Premios y reconocimientos
Durante su vida, Brugnoli obtuvo diversos reconocimientos, incluyendo los siguientes:
- Premio del Jurado del concurso Internacional Print Biennial (Noruega, 1980)
- Mejor Docente de la Facultad de Artes de la Universidad de Chile (2004)
- Medalla Valentín Letelier (2005)
- Distinción Medalla Rector Juvenal Hernández Jaque, mención Artes, Letras y Humanidades (2011)
- Medalla Rectoral de la Universidad de Chile (2022)